# Uthred de Boldon
Pour les articles homonymes, voir Uhtred.
Uhtred (aussi orthographié Utred ou Owtred) est un moine bénédictin, un théologien et un écrivain anglais, né vers 1315 à Boldon (North Duram) et mort à l'abbaye de Finchale le 24 janvier 1396. Il est également appelé John Utred ou Uhtred Boledunus ; le nom Uhtred Bolton, qui lui est parfois attribué, est fautif.

## Biographie
Uhtred rejoint la communauté bénédictine de l'abbaye de Durham (en) vers 1332, puis est envoyé à Londres en 1337. Trois ans plus tard, il intègre Durham College (en), un établissement créé à Oxford par les bénédictins de Durham et destiné aux membres de leur communauté qui poursuivent leurs études à l'université d'Oxford. Uhtred y obtient sa licence en 1352, puis son doctorat en 1357. Durant les dix années qui suivent, il continue de prendre part à de nombreuses disputes à l'université d'Oxford, dont la plupart sont dirigées contre des membres d'ordres mendiants. Pour cette raison, Jean Bale et d'autres écrivains le désignent à tort comme un partisan de John Wycliffe. Bale affirme également que les dominicains d'Oxford accusent Uhtred de défendre de nouvelles opinions et cherchent à le faire exclure de l'Église.
En 1367, Uhtred devient prieur à l'abbaye de Finchale (en), un poste qu'il se voit attribuer trois autres fois, en 1379, en 1386 et en 1392. En 1368 et en 1381, il est sous-prieur à l'abbaye de Durham. Avec Wycliffe, il est l’un des délégués envoyés par le roi Édouard III aux représentants du Pape à Bruges en 1374, dans le but de parvenir à un accord concernant la provision canonique en Angleterre. La même année, il représente l'abbaye de Durham lors d'un conseil tenu par Édouard, le prince de Galles, qui vise à déterminer si le roi est contraint ou non de reconnaître la suzeraineté papale accordée à Innocent III par le roi Jean sans Terre. Il y défend d'abord le droit de suzeraineté du Pape, mais le lendemain, il soutient l'assemblée lorsque celle-ci décide d'interdire ce droit.

## Œuvres
Plusieurs écrits sont attribués à Uhtred :
- (la) De substantialibus regulæ monachalis, conservé à la bibliothèque de la cathédrale de Durham ;
- (la) De Perfectione Vivendi, inclus dans le manuscrit de Durham ;
- (la) Contra querelas Fratrum, écrit vers 1390 et conservé à la British Library ;
- (la) Meditacio edita ab Uthredo, conservé à Brasenose College ;
- (la) Numquid licitum sit Monachis secundum B. Benedicti regulam professis carnes edere, exceptis debilibus et infirmis, auparavant conservé à Cotton, aujourd'hui détruit ;
- (la) une traduction en latin de l'Histoire ecclésiastique d'Eusèbe de Césarée, réalisée en 1381 et conservée à la British Library.